# Akkuş
Pour les articles homonymes, voir Akkus.

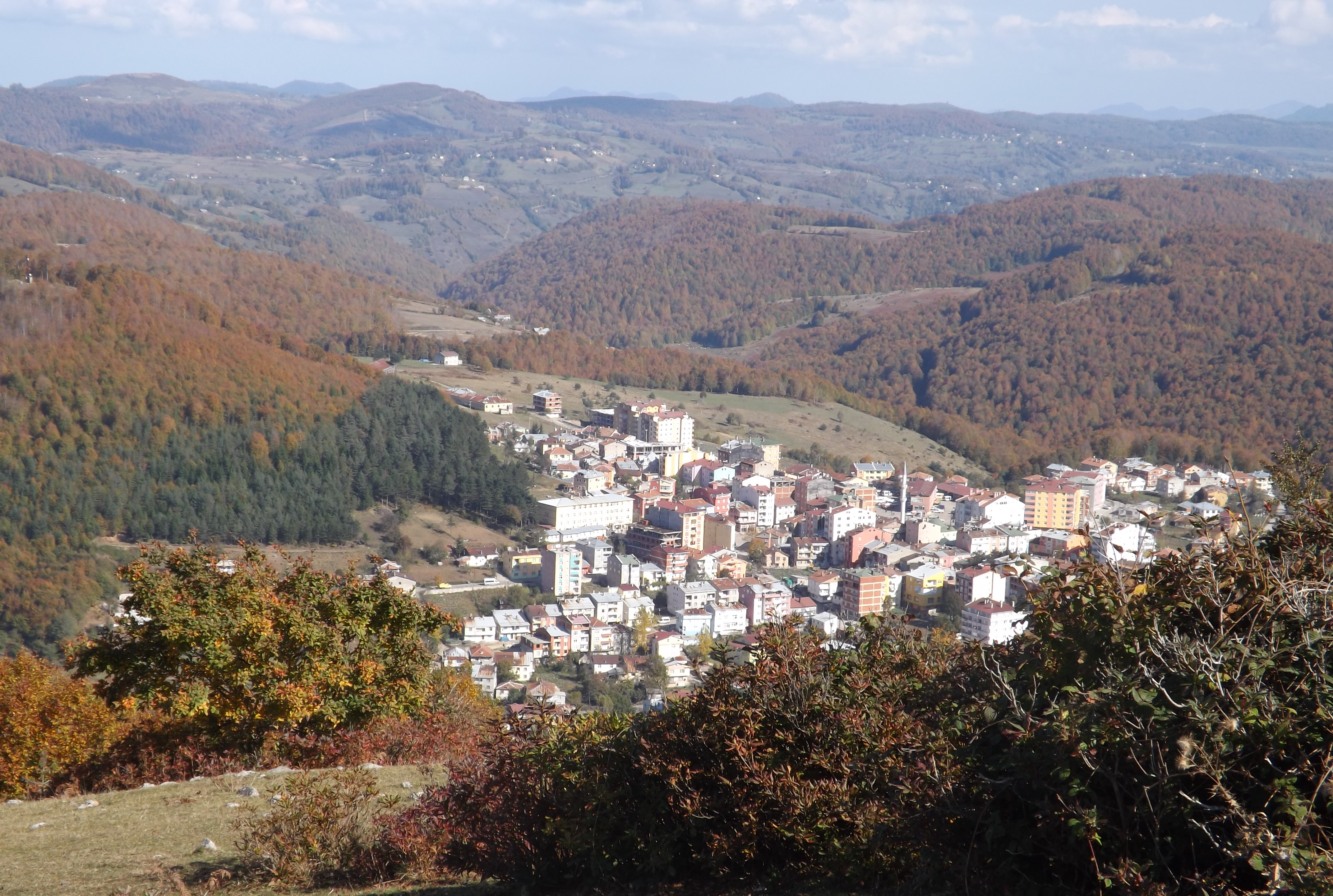
Akkuş

Akkuş est une ville et un district de la province d'Ordu dans la région de la mer Noire en Turquie.